# میشل مودو
میشل مودو (فرانسوی: Michel Modo‎؛ ‏ ۳۰ مارس ۱۹۳۷ – ۲۵ سپتامبر ۲۰۰۸) کمدین، بازیگر و فیلم‌نامه‌نویس اهل فرانسه بود.
از فیلم‌ها یا برنامه‌های تلویزیونی که وی در آن نقش داشته‌است، می‌توان به پدر پرافتخار من، خسیس، دسته ژاندارم‌ها و هرج‌ومرج بزرگ اشاره کرد.